# ارنست سوئینتون
ارنست دانلوپ سوئینتون (انگلیسی: Ernest Swinton; ۲۱ اکتبر ۱۸۶۸ – ۱۵ ژانویهٔ ۱۹۵۱) فرد نظامی اهل هند بود. وی همچنین برندهٔ جوایزی همچون لژیون دونور (شوالیه) شده‌است.